# Partido Socialismo e Liberdade
Der Partido Socialismo e Liberdade (PSOL, deutsch Partei für Sozialismus und Freiheit) ist eine linke, sozialistische Partei in Brasilien.

## Gründung
Die PSOL gründete sich im Juni 2004, nachdem vier linke Politiker wegen ihrer Ablehnung der Verfassungsänderung zu der ihrer Ansicht nach neoliberalen Rentenreform im Dezember 2003 aus der Partido dos Trabalhadores (PT) von Präsident Lula ausgeschlossen worden waren. Bei den vier Ausgeschlossenen handelt es sich um Heloísa Helena (Senatorin, Alagoas), Babá (Abgeordneter, Pará), João Fontes (Abgeordneter, Sergipe, hat zwischenzeitlich die Partei wieder verlassen) und Luciana Genro (Abgeordnete, Rio Grande do Sul), die seit dem Regierungsantritt von Lula und der PT deren Politik als neoliberal, antisozialistisch und als Kapitulation vor der Rechten und dem IWF kritisiert hatten. Den ausgeschlossenen Abgeordneten schlossen sich eine Minderheit des linken PT-Flügels, so die Strömungen Movimento Esquerda Socialista (MES), Corrente Socialista dos Trabalhadores (CST) und Liberdade e Revolução, unabhängige linke Organisationen wie das Movimento Terra, Trabalho e Liberdade (MTL), bekannte linke Intellektuelle wie Milton Temer, Carlos Nelson Coutinho, João Machado und Francisco de Oliveira, eine Reihe ehemaliger Mitglieder anderer linker Parteien wie der PCdoB und PSTU sowie bisher Unorganisierte an.
Die PSOL wirft Lula und der PT vor, ihre bisherigen sozialistischen Grundsätze verraten zu haben und sich im Kapitalismus einzurichten, statt diesen überwinden zu wollen.

## Wahlen
An den Kommunalwahlen im Herbst 2004 konnte die PSOL noch nicht teilnehmen, da sie zu diesem Zeitpunkt noch nicht die notwendigen 438.000 Unterstützungsunterschriften gesammelt hatte (dieses Ziel wurde inzwischen erreicht). Des Weiteren verfügt die PSOL über einen nicht unbeträchtlichen Einfluss im Gewerkschaftsdachverband CUT – dort vor allem unter den Lehrern, der Landlosenorganisation MST und im intellektuellen Leben Brasiliens. In der politischen Auseinandersetzung wird die PSOL von Seiten der Presse, der PT und auch von Teilen der PT-Linken als ultralinks und verantwortungslos, von manchen anderen radikalen Linken wie beispielsweise von der PSTU hingegen als opportunistische Wahlpartei angegriffen.
Im März 2005 schloss sich Geraldo Mesquita (Senator, Acre), der bisher der PSB angehörte, der PSOL an, im September 2005 traten fünf weitere bisherige PT-Abgeordnete der PSOL bei: Ivan Valente und Orlando Fantazzini (beide São Paulo), Chico Alencar (Rio de Janeiro), Maria José Maninha (DF) und João Alfredo (Ceará), gleichzeitig schloss sich auch die bisher in der PT verbliebene Strömung Ação Popular Socialista der PSOL an. Für die Präsidentschaftswahlen 2006 hat sich die PSOL mit der PSTU und der PCB zur Frente de Esquerda („Linksfront“) zusammengeschlossen, zu den Kandidaten des Bündnisses für die Präsidentschaft beziehungsweise Vizepräsidentschaft wurden Heloísa Helena und der Wirtschaftswissenschaftler César Benjamin gewählt.
Bei den Präsidentschaftswahlen 2006 erreichte Heloísa Helena 6,85 Prozent der Stimmen, das Ergebnis der Partei bei den zeitgleich stattfindenden Parlamentswahlen fiel mit 1,2 Prozent und drei Mandaten in der Abgeordnetenkammer bescheidener aus.
Bei den Präsidentschaftswahlen 2010 war die PSOL mit dem politischen Aktivisten Plínio de Arruda Sampaio vertreten, der aber nur 0,9 Prozent der Stimmen erreichte. Bei der gleichzeitig stattfindenden Wahl zum Senat gewann die Partei ein Mandat hinzu (nun zwei), in der Abgeordnetenkammer blieb ihre Mandatszahl mit drei konstant.
Auch an den Wahlen 2014 nahm die Partei teil, diesmal mit Luciana Genro als Präsidentschaftskandidatin. Sie bekam mit 1,55 % die viertmeisten Stimmen. Die Partei konnte die Anzahl der Sitze in der Abgeordnetenkammer um zwei auf fünf ausweiten, verlor allerdings einen der beiden Plätze im Senat.
Bei der Präsidentschaftswahl 2018 trat die PSOL mit dem Kandidatenduo Guilherme Boulos / Sônia Guajajara an. Boulos verfehlte mit 0,58 % der Stimmen die Stichwahl deutlich.